# Coin Locker Babies
Coin Locker Babies (コインロッカー・ベイビーズ, Koinrokkā Beibīzu), 1980) é um romance por Ryu Murakami, traduzido para inglês por Stephen Snyder. É a história surreal de dois garotos, Hashi e Kiku, que foram ambos abandonados por suas mães durante a infância e trancados em armários de moedas em uma estação de trem em Tóquio no verão de 1972. Ambos garotos se tornaram wards do Cherryfield Orphanage em Yokohama, onde o rude e atlético Kiku vem em defesa do fraco, e frequentemente atazanado, Hashi.